# Переселье (Смоленская область)
Переселье — деревня в Демидовском районе Смоленской области России. Входит в Баклановское сельское поселение

## География
Расположена в северо-западной части области в 32 км к северо-востоку от Демидова, в 28 км восточнее автодороги Р133 Смоленск — Невель. В 80 км южнее деревни расположена железнодорожная станция Ракитная на линии Москва — Минск.

## История
В годы Великой Отечественной войны деревня была оккупирована гитлеровскими войсками в июле 1941 года, освобождена в сентябре 1943 года.

## Население
Население — 24 жителя (2007 год). 